# Anna Friel
Anna Friel (Rochdale, 12 juli 1976) is een Engelse actrice, genomineerd voor een Golden Globe.

## Vroege leven
Anna Louise Friel is geboren in Rochdale, Greater Manchester. Ze is de dochter van twee leraren en was al op jonge leeftijd geïnteresseerd in acteren. Op plaatselijke talentenjachten werd ze vaak geprezen om haar werk.

## Acteercarrière
Op dertienjarige leeftijd had Friel haar eerste professionele acteerbaan in de Channel 4-serie G.B.H., als dochter van Michael Palins karakter. Haar optreden leidde tot een reeks van gastrollen in diverse Britse televisieseries, waaronder Emmerdale. In 1992 begon Friel bij de soap Brookside. Hoewel ze slechts twee jaar bij het programma bleef, blijft haar lesbische zoen een van de meestbesproken momenten in Britse soapgeschiedenis. In 1995 won Friel de National Television Award voor "populairste actrice" voor haar werk bij Brookside.
In 1996 werd de controverse nog groter toen ze in de televisiefilm The Tribe speelde, waar ze naakt in te zien was en haar karakter een trio had met Jonathan Rhys Meyers en Jeremy Northam.
In 1998 speelde Friel in het oorspronkelijke Broadway-toneelstuk Closer waar ze prijzen won voor haar rol als Alice. In 2001 maakte ze haar debuut in het West End-toneelstuk Lulu, dat ook op Broadway te zien was.
Sinds 3 juli 2016 is Friel te zien in de Britse Netflix-misdaadserie Marcella. Friel ontving in 2017 een International Emmy Award voor haar hoofdrol als Marcella.
Friels filmcarrière bestaat onder andere uit de films A Midsummer Night's Dream, Timeline, Me Without You, Goal! en Goal! 2.
Ze heeft daarnaast ook gespeeld in televisieseries, zoals in de rol van Charlotte "Chuck" Charles in Pushing Daisies.
In november 2006 kreeg ze een eredoctoraat van de University of Bolton voor haar werk in de uitvoerende kunsten.
Naast acteerwerk heeft ze ook gespeeld in reclames van onder andere Virgin Atlantic.

### Filmografie
- The Stringer (1998)
- The Land Girls (1998)
- A Midsummer Night's Dream (1999)
- Rogue Trader (1999)
- Sunset Strip (2000)
- An Everlasting Piece (2000)
- The War Bride (2001)
- Me Without You (2001)
- Timeline (2003)
- Goal! (2005)
- Irish Jam (2006)
- Niagara Motel (2006)
- Goal II: Living the Dream (2007)
- Bathory (2008)
- Land of the Lost (2009)
- London Boulevard (2010)
- You Will Meet a Tall Dark Stranger (2010)
- Limitless (2011)
- The Look of Love (2013)
- Having You (2013)
- Good People (2013)
- Urban & the Shed Crew (2015)
- The Cleanse (2016)
- I.T. (2017)
- Tomato Red (2017)
- Sulphur and White (2019)
- Locked In (2023)

### Televisie
*Exclusief eenmalige verschijningen
- G.B.H. (1991) - miniserie
- Brookside (1993–1995)
- Our Mutual Friend (1998) - miniserie
- St. Ives (1998) - tv-film
- The Jury (2004)
- Perfect Strangers (2004) - tv-film
- Pushing Daisies (2007-2009)
- Neverland (2011) - miniserie
- Public Enemies (2012) - miniserie
- The Psychopath Next Door (2014) - tv-film
- American Odyssey (2015)
- The Heavy Water War (2015) - miniserie
- Marcella (2016–heden)
- Broken (2017) - miniserie
- The Girlfriend Experience (2017)
- Butterfly (2018) - miniserie
- Deep Water (2019) - miniserie

## Persoonlijk leven
In 2001 kreeg Friel een relatie met acteur David Thewlis, die ze op een vlucht naar Cannes ontmoette.
In  juli 2005 kregen zij een dochter.